# Kapperspaal

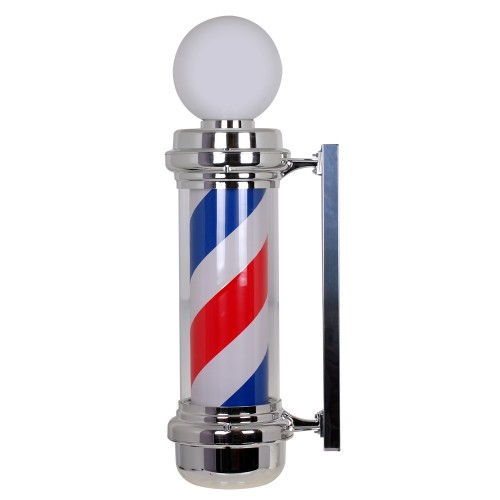
Een kapperspaal, het symbool voor een kapsalon

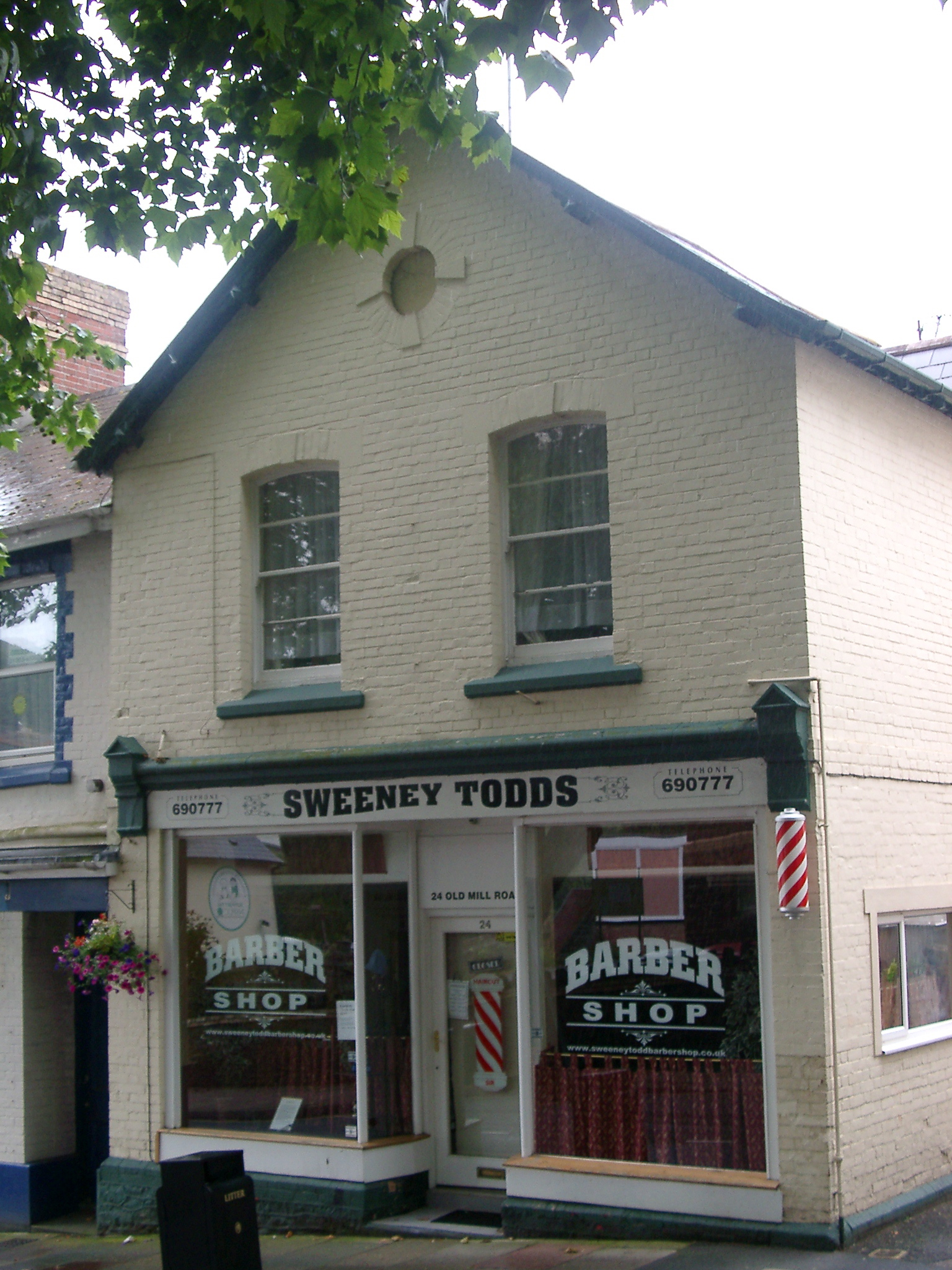
Kapperspaal in rood en wit in Torquay, Engeland

Een kapperspaal, barbierspaal of barbiersstok is een type uithangbord dat kappers en barbiers gebruiken om hun kapperszaak kenbaar te maken aan het publiek. Het traditionele symbool, dat is terug te voeren tot de middeleeuwen, is een staf of paal met een helix (spiraal) met rode en witte strepen. De paal kan stilstaan maar men vindt ze tegenwoordig vaak draaiend, met hulp van een elektromotor. In bepaalde gebieden is het gebruik van een kapperspaal verplicht gesteld door de lokale overheid.
De kapperspaal is een bekend symbool en wordt in Angelsaksische landen ook gebruikt als metafoor om objecten te beschrijven in andere context. Wanneer bijvoorbeeld de vuurtoren beschilderd is met een rood-wit helixpatroon als een dagmerk, kan de vuurtoren beschreven worden als te zijn geschilderd met "barber's pole"-kleuren.
De langste kapperspaal bevindt zich in Forest Grove (Verenigde Staten) en heeft een lengte van 21,95 meter.
De kapperspaal als symbool is vergelijkbaar met de esculaap/caduceus, gapers en de Indiaan bij de tabakswinkel (Verenigde Staten).

## Geschiedenis
De oorsprong van de rood en wit gekleurde kapperspaal is geassocieerd met het aderlaten dat vaak door barbiers werd uitgevoerd, en de paal is historisch een representatie van bloederig verband dat na het aderlaten gewassen werd en te drogen werd gehangen, waarbij het door de wind in elkaar verstrengeld raakte. Tijdens de middeleeuwen konden barbiers ook chirurgijnstaken uitvoeren, waaronder aderlaten en het trekken van tanden. De oorspronkelijke paal had een wasbak op de paal (representatie van waar bloedzuigers, die in latere tijden veelal gebruikt werden, bewaard werden) en onderaan (representeert de bak die het bloed opving). De paal zelf representeert de staf die de patiënt vastgreep tijdens de procedure om de bloedstroom te bevorderen.
Van oudsher werden in de middeleeuwen operaties niet uitgevoerd door artsen, maar door monniken en priesters. Met het Concilie van Tours in 1163 werd het de geestelijkheid verboden chirurgie toe te passen. Barbiers en kappers vulden dit gat op door kleine en grote operaties uit te voeren. Vanaf toen waren artsen (doctores medicinae) duidelijk gescheiden van de chirurgijns.
Na de vorming van de United Barber Surgeon's Company in Londen (Engeland) kwam er een verordening dat kappers een blauw-wit-gekleurde paal moesten gebruiken en chirurgen een rode paal. In Frankrijk gebruikten chirurgen een rode paal met een wasbak om hun zaken kenbaar te maken. De rood, wit en blauw gekleurde paal in de Verenigde Staten zou afgeleid zijn van de rood-witte paal met een hommage aan de kleuren van de vlag van de Verenigde Staten.
Rond 1905 werd gerapporteerd dat het gebruik van de palen in de Verenigde Staten afnam. In dezelfde tijd wordt gemeld dat de barbiersstok in Holland en Friesland niet of nauwelijks meer voorkomt, maar in Antwerpen nog gebruikelijk is.
Tegenwoordig is er in de Verenigde Staten in ieder geval nog een fabrikant, William Marvy Inc, die originele kapperspalen maakt. Productienummer 75.000 van de fabriek hangt in het Smithsonian Institution in Washington D.C..